# Электронная Россия

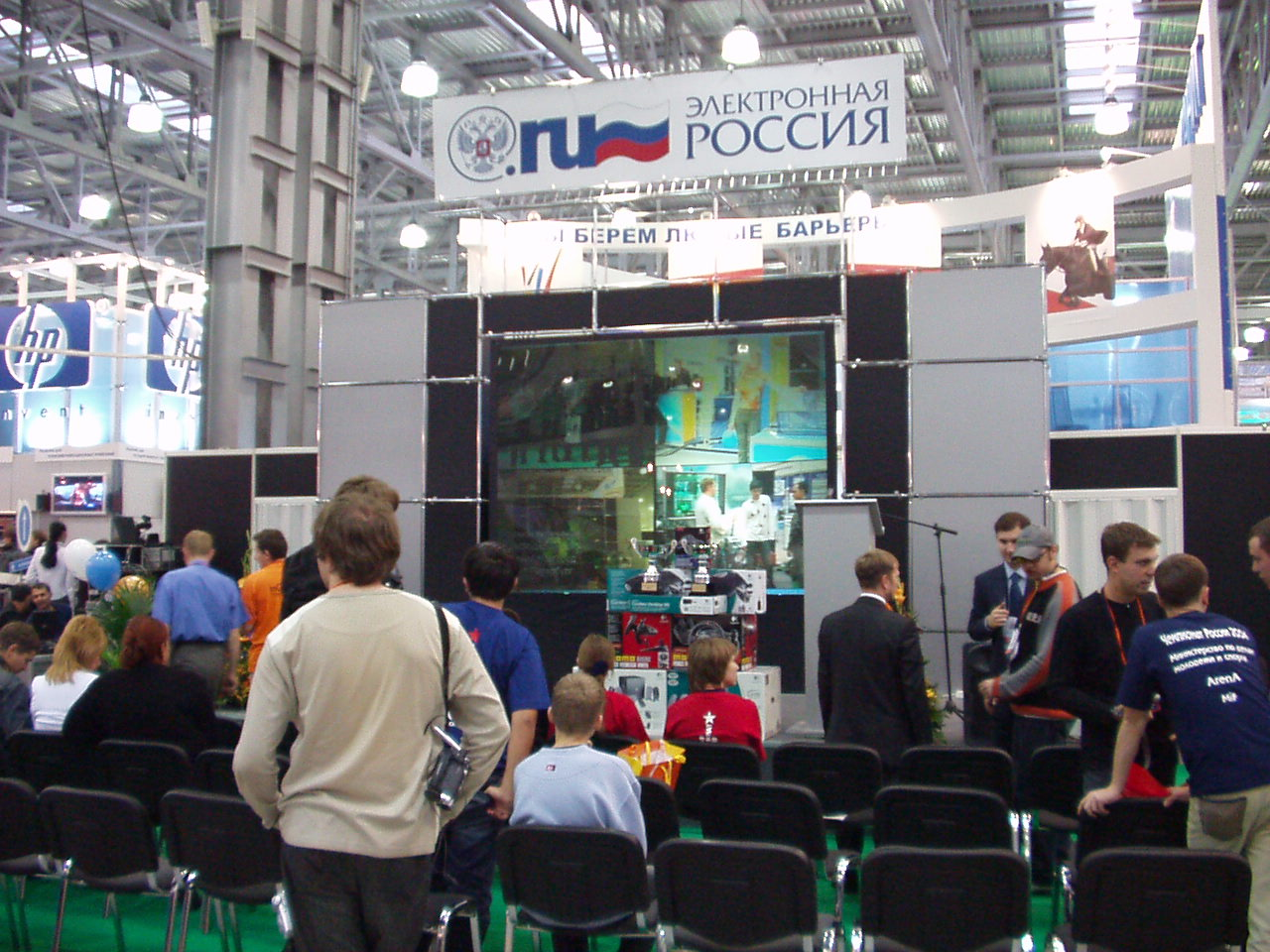
«Электронная Россия» на выставке «ИнфоКом-2004»

«Электронная Россия» — федеральная целевая программа, действовавшая в Российской Федерации в 2002—2010 годах и направленная на внедрение технологий «электронного правительства».

## Цель программы
Цель программы — обеспечить «кардинальное ускорение процессов информационного обмена в экономике и обществе в целом, в том числе между гражданами и органами государственной власти, повышение эффективности государственного управления и местного самоуправления».

## Результат
По состоянию на конец 2010 год эффективность исполнения программы оценивалась как низкая: в полной мере электронный документооборот между государственными органами, а также электронные коммуникации между государственными органами и гражданами так и не функционировали. Эффективность государственного управления в России, по оценке Всемирного банка, за эти годы практически не изменилась. Первоначально планировалось направить на реализацию программы 77 млрд руб. (в ценах 2002 года), фактически было израсходован лишь 21 млрд руб..

## Преемники
Преемником «Электронной России» являются Госуслуги.

## Реакция правоохранительных органов
30 августа 2011 года Генеральная прокуратура РФ сообщила, что направила в Следственный департамент МВД России материалы проверки о хищении около 300 млн руб. бюджетных средств, выделенных на реализацию федеральной целевой программы «Электронная Россия (2002—2010 годы)». В ходе проверки, проведённой Генпрокуратурой РФ в Минкомсвязи России и ОАО «Ростелеком», были получены данные, свидетельствующие о хищении части средств из выделенных 2 млрд руб. на выполнение работ в рамках ФЦП «Электронная Россия (2002—2010 годы)» путём обмана или злоупотребления доверием. 5 сентября 2011 года в «Российской газете» появилась статья, в которой выражается позиция ОАО «Ростелеком», несогласного с выводами Генпрокуратуры РФ о хищении бюджетных средств. В декабре 2011 года Следственный Департамент МВД России отказался возбуждать уголовное дело по данным, представленным прокуратурой, в связи с недостаточностью материалов.